# Moqui-Marble

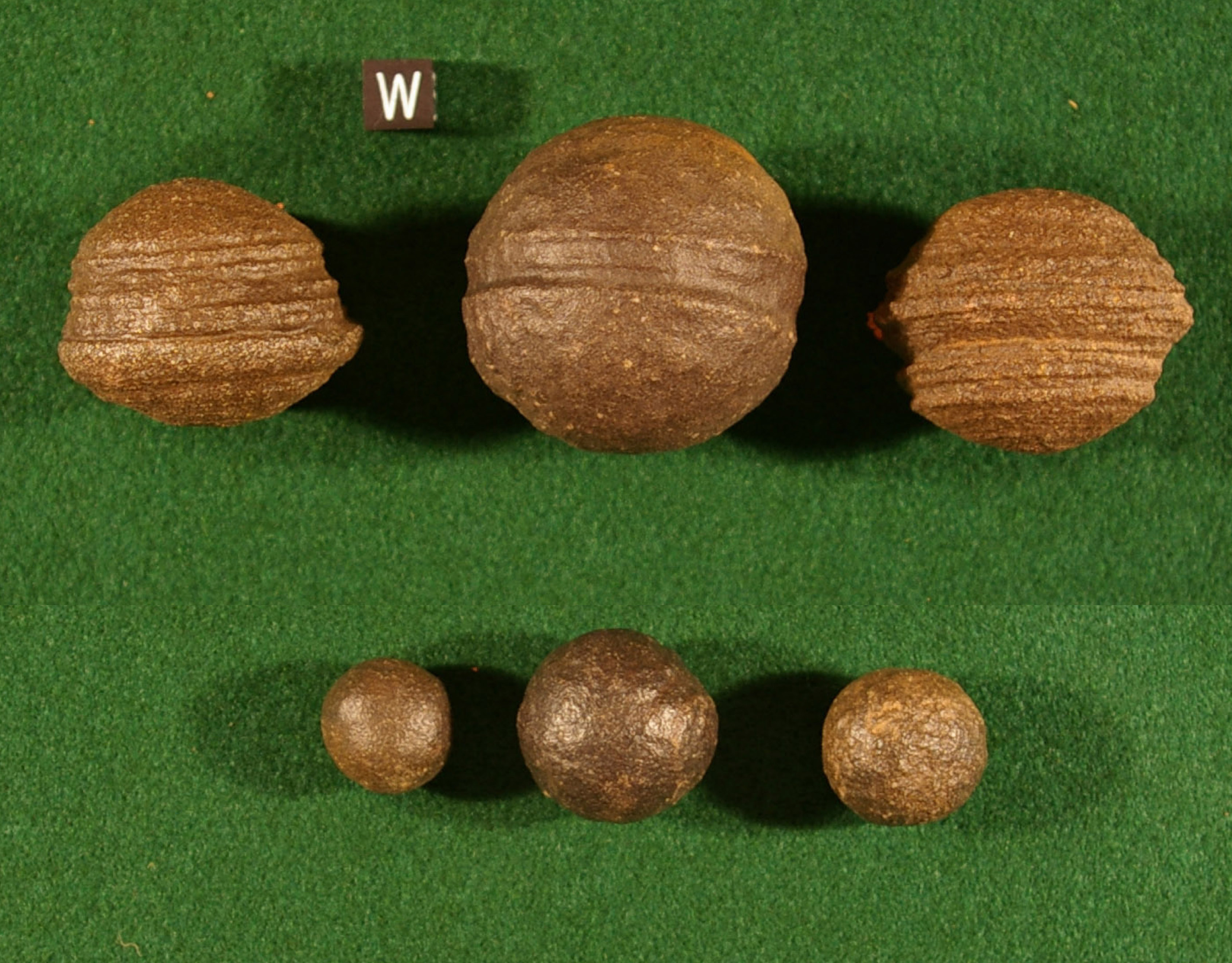
Moqui Marbles, der Würfel mit dem „w“ hat eine Kantenlänge von einem Zentimeter.

Die Moqui-Marbles sind von oxidischen Eisenverbindungen (Limonit, Goethit, Hämatit) umgebene und teilweise davon durchdrungene runde Steine aus einem Indianerreservat im südlichen Utah in den USA. Die murmelförmigen (engl. ‚Marbles‘ = Murmeln) Konkretionen wurden nach den Moqui-Indianern benannt, dem Indianerstamm, der ursprünglich dieses Gebiet besiedelte. Die Hopi wurden früher auch als Moki oder Moqui bezeichnet.

## Verwendung
Die auch als „Indian color pot“ bekannt gewordenen Sandstein-Eisenkonkretionen wurden bereits frühzeitig von den Indianern gesammelt und als Wurfgeschoss und Spielzeug verwendet. Aus den Moqui-Marbles gewonnene Naturfarben (verschiedene Ockertöne) wurden für rituelle Bemalungen und Felszeichnungen gebraucht.
Oft werden Moqui-Marbles auch als „aus der Erde geborene Steine“ bezeichnet. Die Ursache dieser Umschreibung ist im Freiwitterungsprozess der Steine aus den umgebenden Sandsteinschichten zu finden. Durch Erosion werden die Eisenkonkretionen nach und nach freigelegt. Sie werden dabei aber keineswegs „geboren“ oder in großen Tiefen der Erdkruste neu gebildet um sich dann aktiv nach oben „durchzubohren“, wie teilweise in der esoterischen Literatur zu lesen ist. Es handelt sich um Verwitterungsfreilegung von härteren Gesteinsbestandteilen, wie sie bei vielen Gesteinsarten vorkommt.

## Mythologie
Gemäß der indianischen Überlieferung gibt es 'männliche' (linsenförmige) und 'weibliche' (runde) Steine. Das Steinpaar hat bei den Indianern eine mystische Bedeutung. Die Legende besagt, dass die Vorfahren (Ahnen) der Indianer am Abend mit ihnen spielten, bevor sie am Morgen die Rückreise in den Himmel antreten mussten. Sie ließen die Steine zurück, um ihren Verwandten damit zu zeigen, dass es ihnen gut geht. Angeblich erhält auch heute noch jeder Ureinwohner dieser Region bereits bei seiner Geburt ein solches Paar als Talisman, welche ihn ein Leben lang begleiten.
Sie sollen ihren Besitzer vor allem Bösen schützen, vor falschen Freunden bewahren, seine Seele stärken, vor Feuer, Hochwasser und Blitzschlag bewahren, sollen Willenskraft, Ausdauer, Durchsetzungsvermögen, seelische Stabilität verleihen und die Heilkraft anderer Heilsteine stärken. In der Astrologie repräsentieren Moqui-Marbles wegen ihrer Kombination von Eisen und Quarz die Verbindung von Mars und Saturn.

## Zusammensetzung
Die harte Außenschale, die den Sandsteinkern der Moquis umgibt, besteht aus den Hauptbestandteilen  dem Limonit-komplex (im Wesentlichen FeOOH), Eisenoxid Hämatit (Fe2O3) und Siliziumdioxid (SiO2).